# Let the Bad Times Roll
Let the Bad Times Roll – dziesiąty album studyjny amerykańskiego zespołu punkrockowego The Offspring, wydany 16 kwietnia 2021 roku nakładem Concord Records.
Let the Bad Times Roll jest pierwszym albumem The Offspring, przy którego tworzeniu nie brał udziału Greg K., który został zastąpiony w 2019 r. przez dotychczasowego basistę koncertowego, Todda Morse’a. Jest to również pierwszy album zespołu, przy którym wszystkie partie perkusyjne zostały zagrane przez Pete’a Paradę.
Album wyprodukowany został przez Boba Rocka i wydany blisko dziewięć lat od premiery poprzedniego albumu studyjnego zespołu, Days Go By. Jest to najdłuższa przerwa pomiędzy dwoma albumami w dotychczasowej karierze The Offspring.

## Lista utworów
Opracowano na podstawie materiału źródłowego.
| Nr  | Tytuł utworu                       | Długość |
| --- | ---------------------------------- | ------- |
| 1.  | „This Is Not Utopia”               | 2:38    |
| 2.  | „Let The Bad Times Roll”           | 3:18    |
| 3.  | „Behind Your Walls”                | 3:21    |
| 4.  | „Army Of One”                      | 3:11    |
| 5.  | „Breaking Those Bones”             | 2:46    |
| 6.  | „Coming For You”                   | 3:48    |
| 7.  | „We Never Have Sex Anymore”        | 3:30    |
| 8.  | „In The Hall of the Mountain King” | 1:00    |
| 9.  | „The Opioid Diaries”               | 3:01    |
| 10. | „Hassan Chop”                      | 2:20    |
| 11. | „Gone Away”                        | 3:16    |
| 12. | „Lullaby”                          | 1:12    |
|     |                                    | 33:21   |

## Twórcy
- Dexter Holland – wokal, gitara rytmiczna
- Noodles – gitara prowadząca
- Todd Morse – gitara basowa
- Pete Parada – perkusja